# اولگ کاراوایچوک
اولگ نیکلایوویچ کاراوایچوک (روسی: Оле́г Никола́евич Каравайчу́к؛ ‏ ۲۸ دسامبر ۱۹۲۷ – ۱۳ ژوئن ۲۰۱۶) آهنگساز، نوازنده پیانو، موسیقی‌دان و رهبر ارکستر اهل اتحاد جماهیر شوروی سوسیالیستی بود.
وی دانش‌آموختهٔ رشتهٔ آهنگسازی در کنسرواتوار سن پترزبورگ و از شاگردان دمیتری شوستاکوویچ و سویاتوسلاو ریختر بود.
از فیلم‌هایی که وی در آن‌ها نقش داشته است، می‌توان به دیگر هرگز اشاره نمود.